# Walter Baldwin Spencer

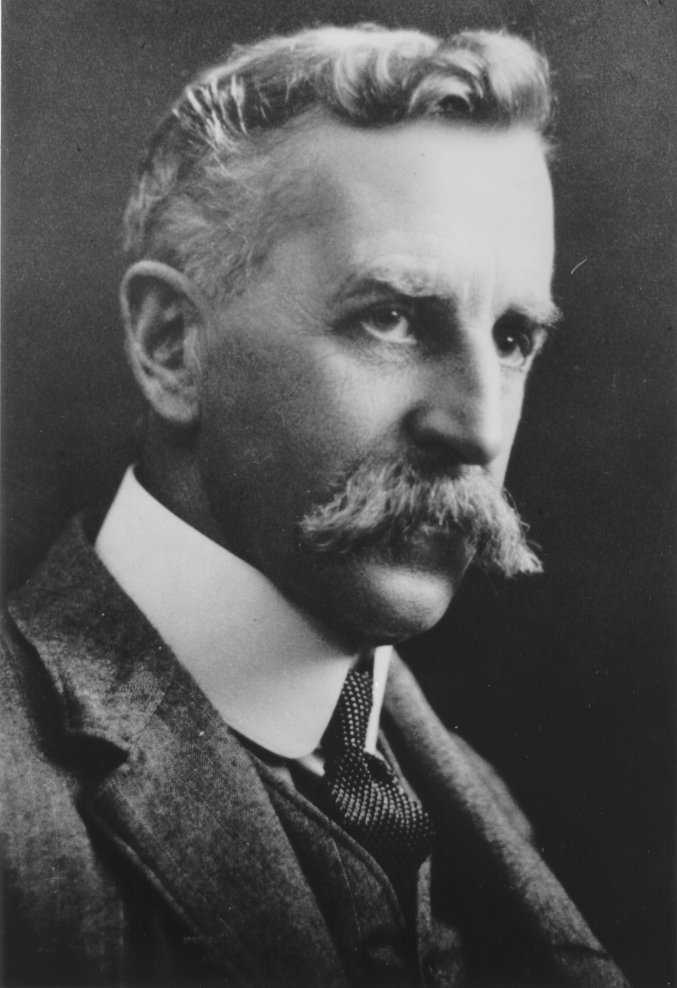

Walter Baldwin Spencer (Stretford, 23 de junho de 1860- 14 de julho de 1929) foi um biólogo e antropólogo anglo-australiano.
Spencer foi recrutado como escritor de ciência para o Australasian pelo seu editor, David Watterston. Ele havia sido nomeado administrador da biblioteca pública em 1895. Quando Sir Frederick McCoy morreu em maio de 1899, tornou-se diretor honorário do museu nacional. Nos anos seguintes, apresentou ao museu muitas valiosas coleções de objetos sagrados e cerimoniais aborígenes recolhidos durante suas viagens. Ele foi eleito membro da Royal Society, em Londres, em 1900 e em 1901 passou 12 meses no campo com Gillen indo de Oodnadatta para Powell Creek e depois para o leste para Borraloola no Golfo de Carpentaria. Suas experiências e estudos formaram a base do livro seguinte, The Northern Tribes of Central Australia, que foi lançado em 1904, dedicado a David Syme, que dera £ 1.000 para o custo da expedição. Neste ano Spencer tornou-se presidente do conselho professoral, cargo que ficou durante sete anos.